# Cathédrale de Castelló de la Plana
Cette  cathédrale n’est pas la seule cathédrale Sainte-Marie.
La cathédrale Sainte-Marie est une cocathédrale située dans la ville de Castellón de la Plana, dans la communauté valencienne en Espagne. Elle partage le siège du diocèse de Segorbe-Castellón.
Il s'agit d'un lieu de culte de style gothique valencien avec des ajouts historicistes et néo-gothiques.
Elle est située sur la Plaza Mayor (es), à côté de l'hôtel de ville et au campanile indépendant connu sous le nom d'El Fadrí.

## Description
De l'ancienne église gothique du XIVe siècle, détruite en 1936, ne subsistent que ses trois portails d'entrée et quelques éléments constructifs et ornementaux. 
Elle était l'œuvre, pour l'essentiel, du maître d'œuvre de Segorbe, Miguel García. Le portail le plus ancien est celui donnant dans la rue Arcipreste Balaguer, qui d'après la documentation, daterait de 1382 et serait l'œuvre de Guillem Coll. La porte du nord, ou de la place de la Hierba, de 1420, présente une décoration végétale dans les chapiteaux. Le grand portail de la façade principale est d'un gothique plus avancé que les précédents, n'ayant conservé du portail d'origine que les chapiteaux sculptés.